# Tonatiuh Elizarraraz
Tonatiuh Elizarraraz (nascido em 3 de janeiro de 1995), conhecido profissionalmente como Tonatiuh é um ator norte-americano, conhecido por estrelar a série espanhola Vida (2018–2020), a novela americana Promised Land (2022), e o filme Kiss of the Spider Woman (2025).

## Vida
Tonatiuh nasceu em Los Angeles, filho de pais imigrantes do México. Ele cresceu no bairro de West Covina com sua mãe, seu irmão mais velho e sua avó. Sua mãe cortava cabelo em um salão de beleza para sustentar a família.
Ele se formou na Universidade do Sul da Califórnia.
Tonatiuh se identifica como queer e falou abertamente sobre a importância da representação autêntica na mídia.

## Carreira
Em 2024, Tonatiuh teve um papel coadjuvante no filme de ação e suspense da Netflix Carry-On. Ele estrelou ao lado de Jennifer Lopez e Diego Luna no filme de drama musical de Bill Condon, Kiss of the Spider Woman, que estreou no Festival Sundance de Cinema de 2025. Ele interpretou Luis Molina, um cabeleireiro gay preso. Em uma crítica mista do filme, David Rooney do The Hollywood Reporter escreveu: "Em uma performance de destaque impressionante, [Tonatiuh] pode passar de orgulhoso a humilhado, de autodramatizante a altruísta, muitas vezes em uma única linha de leitura".

## Filmografia

### Cinema
| Ano  | Título                   | Personagem                  |
| ---- | ------------------------ | --------------------------- |
| 2024 | Carry-On                 | Mateo Flores                |
| 2025 | Kiss of the Spider Woman | Luis Molina/Kendall Nesbitt |
| 2025 | Roses on the Vine        | Cosmo                       |

### Televisão
| Ano       | Título                   | Personagem       | Notas                                |
| --------- | ------------------------ | ---------------- | ------------------------------------ |
| 2016      | Jane the Virgin          | Javi             | 1 episódio                           |
| 2017      | Stargate Origins         | Motawk           | 1 episódio                           |
| 2018      | Danny the Manny          | Mimi             | 3 episódios                          |
| 2018      | Kismet                   | Ele mesmo        | Convidado; 13ª Temporada: Episódio 6 |
| 2018–2024 | The Loud House           | Miguel (voz)     | 9 episódios                          |
| 2019      | Chicago Med              | Sebastian Lopez  | 1 episódio                           |
| 2018–2020 | Vida                     | Marcos           | Papel recorrente                     |
| 2020      | Drunk Bus                | Justin           |                                      |
| 2020      | Hot Spot                 | Carlos           | 1 episódio                           |
| 2021      | Shoplifters of the World | Brian            |                                      |
| 2021–2022 | Hidden Canyons           | Colby Cardenas   | Papel principal                      |
| 2022      | Promised Land            | Antonio Sandoval | Papel principal                      |
| 2022      | Angelyne                 | Andre Casiano    | 1 episódio                           |